# Theora
Theora — відеокодек, розроблений Фондом Xiph.Org як частина їхнього проєкту «Ogg». Метою цього проєкту є інтеграція відеокодека On2 VP3, аудіокодека Vorbis та мультимедіа-контейнера Ogg у одне мультимедійне рішення, на зразок MPEG-4. Один із (достатньо відомих) вільних (інший вільний Xvid) кодеків. Аналог кодеків MPEG-4 (таких, наприклад, як H.264 і DivX), RealVideo, Windows Media Video та інших.
Названий на честь Теори Джонс, героїні британського телевізійного серіалу Max Headroom, яку зіграла Аманда Пейс.

## Технічні деталі
Theora є форматом стискування відео з втратами, заснованим на кодеку On2 VP3. Стиснуте в цьому форматі відео може бути збережене в будь-якому відповідному мультимедіа-контейнері. На 2007-й рік для цієї мети найчастіше використовується контейнер Ogg, у поєднанні із звуком у форматі Ogg Vorbis.
Комбінація з контейнера Ogg, відео в Theora та звуку в Ogg Vorbis є повністю відкритим, вільним у ліцензійному відношенні мультимедіа-форматом. Багато поширених аналогів (MPEG-4, MP3) захищені патентами і платні для комерційного використання.

## Історія
Попередник кодека, VP3, відпочатку був власницьким і патентованим відео-кодеком, який розробляв On2 Technologies. У вересні 2001 On2 віддав VP3 загалові як публічний і вільне програмне забезпечення та оголосив всі права на нього (включно з власними патентами на технологію) доступними кожному для використання Theora і інших похідних від VP3 кодеків у будь-яких цілях. 2002 On2 уклав угоду з Xiph.Org Foundation щоб зробити VP3 основою для нового вільного відео-кодека, Theora. On2 також оголосив Theora наступником лінійки продуктів VP3.
Після кількох років перебування в альфа і бета стадіях розробки, 3 листопада 2008 Xiph.Org оголосив про вихід Theora 1.0.
Ogg Theora певний час розглядався як частина специфікацій HTML 5 як відеокодек, але був виключений через протест Apple і Nokia.

## Виноски
1. ↑  VP3.2 Public License 0.1, 2001, архів оригіналу за 4 квітня 2016, процитовано 10 лютого 2008 [Архівовано 2016-04-04 у Wayback Machine.]
2. ↑  The Xiph.Org Foundation announces the release of Theora 1.0. Архів оригіналу за 17 лютого 2009. Процитовано 5 листопада 2008.
3. ↑  Ogg Vorbis / Theora Language Removed From HTML5 Spec
4. ↑  HTML 5 теряет open-source видеокодек. Архів оригіналу за 7 липня 2009. Процитовано 7 липня 2009. [Архівовано 2009-07-07 у Wayback Machine.]